# Alloteropsis
Alloteropsis es un género de plantas herbáceas perteneciente a la familia Poaceae. Es originario del este de África, Madagascar, Malasia y Nueva Caledonia. Comprende 13 especies descritas y de estas, solo 5 aceptadas.

## Taxonomía
El género fue descrito por Jan Svatopluk Presl y publicado en Reliquiae Haenkeanae 1(4–5): 343, pl. 47. 1830.

## Especies
- Alloteropsis angusta Stapf
- Alloteropsis cimicina (L.) Stapf
- Alloteropsis paniculata (Benth.) Stapf
- Alloteropsis papillosa Clayton
- Alloteropsis semialata (R. Br.) Hitchc.